# 庫斯科卡瓦里納山
14°2′20″S 71°5′55″W / 14.03889°S 71.09861°W
庫斯科卡瓦里納山（Qusqu Qhawarina），是秘魯的山峰，位於該國南部庫斯科大區的坎奇斯省，屬於安第斯山脈的一部分，處於瓦卡庫塔湖以南，海拔高度5,218米。